# Betty Schuurman
Betty Schuurman (Edam, 31 oktober 1962) is een Nederlandse actrice. Sinds 2009 is zij vast verbonden aan Het Nationale Toneel.

## Carrière
Schuurman volgde de toneelopleiding aan de Toneelacademie van Maastricht. Naast toneelrollen speelt ze in verschillende films en televisieseries. Dankzij haar ontmoeting met Johan Simons verbond ze zich aan Theatergroep Hollandia (later ZT Hollandia). Ze was hier onder meer te zien in Leonce en Lena, Lulu, Stallerhof. Grote faam maakte zij met La Musica Twee en Twee stemmen, waarin ze speelde met Jeroen Willems. Ze bracht er ook GEN, Moordende woorden, Van Gogh en Fort Europa. Hiernaast was ze geregeld te zien bij andere gezelschappen, zoals Het Zuidelijk Toneel (Het zuiden), het Ro Theater (Heartbreakhouse) en De Tijd (The cocktailparty).
In 2006 volgde ze Johan Simons naar NTGent, waar ze debuteerde met Robinson Crusoe, de vrouw en de neger. Daarop volgden Het leven een droom en Oresteia. In het seizoen 2007–2008 speelde ze in Merlijn en De koning sterft.
Sinds 2009 is ze verbonden aan het Nationale Toneel in Den Haag. Haar eerste rol bij het NT was Ljoebow in De Kersentuin (regie: Erik Vos). In 2010 was zij te zien in Pier Paolo Pasolini P.P.P. en een jaar later in De Bittere Tranen van Petra von Kant en De Prooi, over de val van ABN Amro.
Betty Schuurman speelde in verschillende Nederlandse televisieseries zoals Pleidooi, Baantjer, Grijpstra & De Gier en Keyzer & De Boer Advocaten. In de met een Oscar bekroonde film Karakter speelde ze de rol van Joba, de huishoudster van deurwaarder Dreverhaven, gespeeld door Jan Decleir. Deze rol leverde haar een nominatie op voor een Gouden Kalf (beste vrouwelijke hoofdrol). Ook was ze te zien als Moeder Rockanje in De Tweeling, eveneens genomineerd voor een Oscar, en als Tante Cor in Het paard van Sinterklaas (met Jan Decleir als Sint). Hiernaast had ze een terugkerende rol in de dramaproductie Deadline, uitgezonden door de VARA, waarin ze de rol van Tamara Zorgvlied vertolkte.

## Rollen

### Film
- Karakter – Joba (1997)
- De Tweeling – Mother Rockanje (2002)
- Verder dan de maan – Moniek (2003)
- Staatsgevaarlijk – Mevrouw van der Sande (2005)
- Het paard van Sinterklaas – Tante Cor (2005)
- Waar is het paard van Sinterklaas? – Tante Cor (2007)
- Bloedbroeders – Moeder Van Riebeeck (2008)
- Taartman – Tine van Bommel (2009)
- De Storm – Mevr. Haverkamp (2009)
- Infiltrant – Nelleke de Vries (2014)[1][2]

### Televisie
- Bruin Goud  – Vrouw Spiekstra (1994)
- Oh oh Den Haag – Eva van Tuyll (2000)
- Baantjer – Adelheid Philips (1999)/Jacqueline Jetses (2002)
- Wet & Waan – Moeder Overeem (2004)
- Grijpstra & De Gier – Lotte de Wild (2005)
- Keyzer & De Boer Advocaten – Rechter Mols (2005, 2006)
- Das Leben ein Traum – Koningin Clorilena (2007)
- Deadline – Tamara Zorgvlied (2008)
- Annie M.G. – Trui Schmidt (2009)
- Van Gogh; een huis voor Vincent – Nelly van Gogh (2013)
- De Onderkoning – Wilhelmina van Pruisen (2014)
- Moordvrouw – Staatssecretaris Maria Wassink (2016)
- Dokter Tinus – Maria de Vries (2017)
- Morten – Simone Versteeg (2019)
- Het jaar van Fortuyn - Jeltje van Nieuwenhoven (2022)

### Toneel
- Soldaat van Oranje – Koningin Wilhelmina (2012/2013)
- De Prooi (Het Nationale Toneel) – Alexandra Cook-Schaapveld (2012)
- De bittere tranen van Petra von Kant (NTGent) – ? (2011, 2012)
- De Driestuiveropera (Het Nationale Toneel) – ? (2011)
- Verre vrienden (Het Nationale Toneel) – ? (2010)
- De kersentuin (Het Nationale Toneel) – Ljoebow (2010)
- Vals (Het Nationale Toneel) – Kat (2013)
- Elektra (Het Nationale Toneel) – ? (2013)
- Blauwdruk voor een nog beter leven (Het Nationale Toneel) – ? (2014)
- The little foxes (Het Nationale Toneel) – ? (2016)

## Prijzen
In 2002 ontving Betty Schuurman de Theo d'Or voor haar rol in De Leenane Trilogie van ZT Hollandia/Toneelhuis.